# (9617) Grahamchapman
(9617) Grahamchapman est un astéroïde de la ceinture principale.

## Description
(9617) Grahamchapman est un astéroïde de la ceinture principale. Il fut découvert le 17 mars 1993 à La Silla par le programme UESAC. Il présente une orbite caractérisée par un demi-grand axe de 2,22 UA, une excentricité de 0,11 et une inclinaison de 6,1° par rapport à l'écliptique.

## Compléments